# كنيسة القديس جاورجيوس (حلب)
كنيسة القديس جاورجيوس هيَ كنيسة ملكيّة كاثوليكية تقع في مدينة حلب في سوريا. دُشّنت عام 1836 في حي الشرعسوس في حلب القديمة، كأول كنيسة لطائفة الروم الكاثوليك في المدينة، ثُمّ نُقلت إلى حي السليمانية عام 1969 بعد هجرة العديد من رعاياها إليه.

## التاريخ
في عام 1930، اعترفت الدولة العثمانية بطائفة الروم الكاثوليك التي نمَت بعد انشقاق كثيرٍ من المسيحيين عن طائفة الروم الأرثوذكس، ومنحتهم السلطنة الحق في بناء كنائس مستقلة، فبدأت مطرانية حلب في بناء الكنيسة جنبًا إلى جنب مع كاتدرائية السيدة، حيثُ أقامت معبدًا للقديس جرجس في إحدى الدور التابعة لأوقاف الفقراء، وبدأت أعمال لتوسيع الكنيسة وتحسين هندستها الداخليّة عام 1849. خلال أعمال العنف ضد المسيحيين في حلب عام 1850، تعرّضت الكنيسة للتخريب واندلعت النيران بداخلها، فبدأت أعمال لترميمها بعد سنتين عام 1952.
أصبحت الكنيسة مزارًا للقديس جرجس يحجّ إليه المسيحيون من جميع أنحاء سوريا، وأُنشئت فيها مدرسة مار جرجس إحدى أول المدارس الحديثة في حلب. وفي القرن التاسع عشر، احتلّت القوات العثمانية الكنيسة وحوّلتها إلى ثكنة عسكرية، لكنّهم غادروها بعد احتجاج شعبي فعادت للعمل كدار عبادة. خلال ستّينيات القرن العشرين، بعد تناقص أعداد المسيحيين في حلب القديمة وانتقالهم إلى الأحياء الحديثة، اشترى مطران الروم الكاثوليك أرضًا في حي السليمانية قُربَ محطّة بغداد، ووضع حجر الأساس لإنشاء كنيسة جديدة باسم جاورجيوس عام 1960، فاستمرّت أعمال البناء إلى حين افتتاحها في مارس 1969، وتحوّلت الكنيسة القديمة إلى مزارٍ للسياح وأصبحَ قسمٌ منها مشغلاً حرفياً لأعمال الخياطة.

## العمارة والتراث
تقع الكنيسة القديمة في حارة غير مطلّة على الشارع، كما كانت العادة خلال الحكم العثماني، وتطلّ واجهتها نحو الشرق مثلما كانت تقاليد الكنائس الشرقية، بينما يقع مدخلها الرئيسي إلى جهة الشمال، وتحوي حامل أيقونات رخامي مزيّن بقطع االفسيفساء الحمراء والسوداء والصفراء، وهو من تصميم مهندسين محلّيين.
تنتشر قصّة شعبيّة بين سكان حلب القديمة، مفادها أنّهُ بعد احتلال العثمانيين للكنيسة في القرن التاسع عشر وتحويلها إلى ثكنة، لم يستطع الجُنود النوم بداخلها بسبب أصوات طرق حوافر حصان على السطح، فذهبوا إلى مطران طائفة الروم الكاثوليك وسألوه عن مصدر الصوت، ليُجيبهم أنّه «صوت القديس جاورجيوس وهو منزعج بسبب احتلال كنيسته»، فخرجَ منها الجنود في اليوم التالي.